# 421
Năm 421 là một năm trong lịch Julius.